# Mahoney's Last Stand
Mahoney's Last Stand är ett soundtrackalbum av Ronnie Wood och Ronnie Lane, utgivet i september 1976. Albumet var ett soundtrack för den kanadensiska filmen Mahoney's Estate (1972).

## Låtlista
Sida 1
1. "Tonight's Number" – 3:10
2. "From the Late to the Early" – 3:36
3. "Chicken Wire" – 2:00
4. "Chicken Wired" – 3:45
5. "I'll Fly Away" (Trad. arr. av Ron Wood & Ronnie Lane) – 0:31
6. "Title One" – 3:42
7. "Just for a Moment" (instrumental) – 2:55

Sida 2
1. "'Mona' the Blues" – 4:27
2. "Car Radio" – 4:50
3. "Hay Tumble" – 2:55
4. "Woody's Thing" – 1:45
5. "Rooster Funeral" – 3:55
6. "Just for a Moment" – 2:55

- Alla låtar skrivna av Ronnie Wood och Ronnie Lane där inget annat anges.

## Medverkande
Musiker
- Ron Wood – sång, gitarr, basgitarr, munspel
- Ronnie Lane – sång, gitarr, basgitarr, banjo, percussion
- Pete Townshend – gitarr, percussion (på "Tonight's Number" och "Car Radio")
- Rick Grech – basgitarr, violin, trummor
- Benny Gallagher – basgitarr
- Kenney Jones – trummor (på "Tonight's Number")
- Bruce Rowland – trummor
- Micky Waller – percussion
- Ian McLagan – piano, harmonium, keyboard (på "Tonight's Number", "Car Radio" och "Chicken Wire")
- Ian Stewart – piano, keyboard
- Bobby Keys – saxofon
- Jim Price – trumpet
- Billy Nicholls – sång (på "I'll Fly Away")
- Glyn Johns – musikproducent, ljudtekniker, sång (på "I'll Fly Away")